# Изогональное сопряжение
Изогона́льное сопряже́ние — геометрическое преобразование, получаемое отражением прямых, соединяющих исходные точки с вершинами заданного треугольника, относительно биссектрис углов треугольника.

## Определение
Точки {\displaystyle P} и {\displaystyle P^{*}} называются изогонально сопряжёнными (устаревшие названия — изогональными, обратными) в треугольнике {\displaystyle \triangle ABC}, если {\displaystyle \angle ABP=\angle CBP^{*}}, {\displaystyle \angle BAP=\angle CAP^{*}}, {\displaystyle \angle BCP=\angle ACP^{*}}. Корректность данного определения можно доказать через теорему Чевы в синусной форме, существует и чисто геометрическое доказательство корректности этого определения. Изогональное сопряжение — преобразование, ставящее точке в соответствие изогонально сопряжённую ей. На всей плоскости за исключением прямых, содержащих стороны треугольника, изогональное сопряжение является взаимно-однозначным отображением.

## Свойства
- Изогональное сопряжение оставляет на месте только центры вписанной и вневписанных окружностей.
- Точка, изогонально сопряжённая точке на описанной окружности — бесконечно удалённая. Направление, задаваемое этой точкой, перпендикулярно прямой Симсона исходной точки.
- Если точки {\displaystyle P_{a}}, {\displaystyle P_{b}}, {\displaystyle P_{c}} симметричны точке {\displaystyle P} относительно сторон треугольника, то центр описанной окружности треугольника {\displaystyle P_{a}P_{b}P_{c}} изогонально сопряжён точке {\displaystyle P}.
- Если в треугольник вписан эллипс, то его фокусы изогонально сопряжены.

- Проекции двух изогонально сопряжённых точек на стороны лежат на одной окружности (верно и обратное) [2]. Центр этой окружности — середина отрезка между сопряжёнными точками. Частный случай — окружность девяти точек.
- Последнее означает, что подерные окружности двух изогонально сопряженных точек совпадают. В частности, подерной окружностью ортоцентра и центра описанной окружности является окружность Эйлера. Подерной или педальной окружностью  называют описанную окружность  подерного треугольника.
- Две точки треугольника изогонально сопряжены тогда и только тогда, когда произведения трёх их расстояний до трёх сторон треугольника равны [2].

### Пары изогонально сопряженных линий
- Образ прямой при изогональном сопряжении — коника, описанная около треугольника. В частности, изогонально сопряжены бесконечно удалённая прямая и описанная окружность, прямая Эйлера и гипербола Енжабека, ось Брокара и гипербола Киперта, линия центров вписанной и описанной окружности и гипербола Фейербаха.
- Если коника {\displaystyle \alpha } изогонально сопряжена прямой {\displaystyle l}, то трилинейные поляры всех точек на {\displaystyle \alpha } будут проходить через точку, изогонально сопряжённую трилинейному полюсу {\displaystyle l}.
- Некоторые известные кубики, например, кубика Томпсона (Thompson cubic), кубика Дарбу (Darboux cubic), кубика Нойберга (Neuberg cubic) изогонально самосопряжены в том смысле, что при изогональном сопряжении всех их точек в треугольнике снова получаются кубики.

## Пары изогонально сопряжённых точек
- Центр описанной окружности и ортоцентр (см. рисунок).
- Точка пересечения медиан и точка Лемуана (точка пересечения симедиан).
- Точка Жергонна и центр отрицательной гомотетии вписанной и описанной окружности.
- Точка Нагеля и центр положительной гомотетии вписанной и описанной окружности (точка Веррьера).
- Две точки Брока́ра
- Точка Аполлония и точка Торричелли.
- Центр вписанной окружности (инцентр) изогонально сопряжён сам себе.

## Координатная запись
В барицентрических координатах изогональное сопряжение записывается как:
{\displaystyle (x:y:z)\ \mapsto \left({\frac {a^{2}}{x}}:{\frac {b^{2}}{y}}:{\frac {c^{2}}{z}}\right)},
где {\displaystyle a}, {\displaystyle b}, {\displaystyle c} — длины сторон треугольника. В трилинейных координатах его запись имеет форму:
{\displaystyle (x:y:z)\ \mapsto \left({\frac {1}{x}}:{\frac {1}{y}}:{\frac {1}{z}}\right)},
поэтому они удобны при работе с изогональным сопряжением. В других координатах запись изогонального сопряжения более громоздка.

## Вариации и обобщения
- Аналогично можно определить изогональное сопряжение относительно многоугольника. Фокусы эллипсов, вписанных в многоугольник, также будут изогонально сопряжены. Однако не для всех точек изогонально сопряжённая точка будет определена: так, в четырёхугольнике геометрическое место точек, для которых изогональное сопряжение определено, есть некоторая кривая третьего порядка; для пятиугольника будет существовать лишь одна пара изогонально сопряжённых точек (фокусы единственного вписанного в него эллипса), а в многоугольниках с бо́льшим числом вершин в общем случае изогонально сопряжённых точек не будет.

Можно определить также изогональное сопряжение в тетраэдре, в трилинейных координатах оно будет записываться аналогично плоскому изогональному сопряжению.
- С изогональным сопряжением тесно связано антигональное сопряжение, упоминаемое в статье теорема Понселе.

## Следствия
- Из изогонального сопряжения можно вывести теорему Паскаля.